# Věžové domy (Zlín)
Věžové domy číslo popisné 861, 863, 874, 876 a 879 ve Zlíně představují komplex pěti výškových obytných budov kopírující zhruba průběh třídy Tomáše Bati (dříve Stalinovy) v úseku mezi ulicemi Díly IV a Díly VI. Jedná se o osmipodlažní věžové domy, každý o 29 dvoupokojových bytech. Byly navrženy v roce 1947 baťovským firemním architektem Miroslavem Drofou a realizovány do roku 1950, v blízkém sousedství dvojice tzv. Morýsových domů, s nimiž vytvořily zřetelnou součást údolního panoramatu Zlína a hlavní městské třídy. V letech 2001 a 2002 byly tři z nich – čísla 861, 874 a 876 – zapsány na seznam nemovitých kulturních památek. 

## Historie
Dvacetiletý Miroslav Drofa přišel do Zlína v roce 1928 a nastoupil do Stavebního oddělení firmy Baťa. Krátce po skončení 2. světové války už patřil k nejzkušenějším architektům firmy a získal zásadní pozici při poválečné obnově částečně vybombardovaného města. Podle nového regulačního plánu, který byl vypracován pod vedením architekta Jiřího Voženílka v letech 1947–1948, byla pro novou obytnou zónu vyhrazena východní část Zlína.
Oproti dřívější preferenci individualizovaného rodinného bydlení z meziválečného období se však nyní Drofa soustředil na víceetážové domy, které měly přinést rychlé doplnění chybějící kapacity, prostorovou i finanční úsporu a zároveň zvýšit bytový standard. Válce zasažené společnosti měly také přispět k větší pospolitosti. V roce 1947 tak Drofa navrhl dvojici osmipodlažních apartmánových tzv. Morýsových domů a v jejich sousedství pětici věžových domů, přičemž oba typy se i v celostátním měřítku staly mimořádně kvalitní ukázkou „dvouletkové“ architektury.
V roce 1947 začala výstavba komplexu a ke kolaudaci věžových domů došlo v roce 1950.

## Architektura

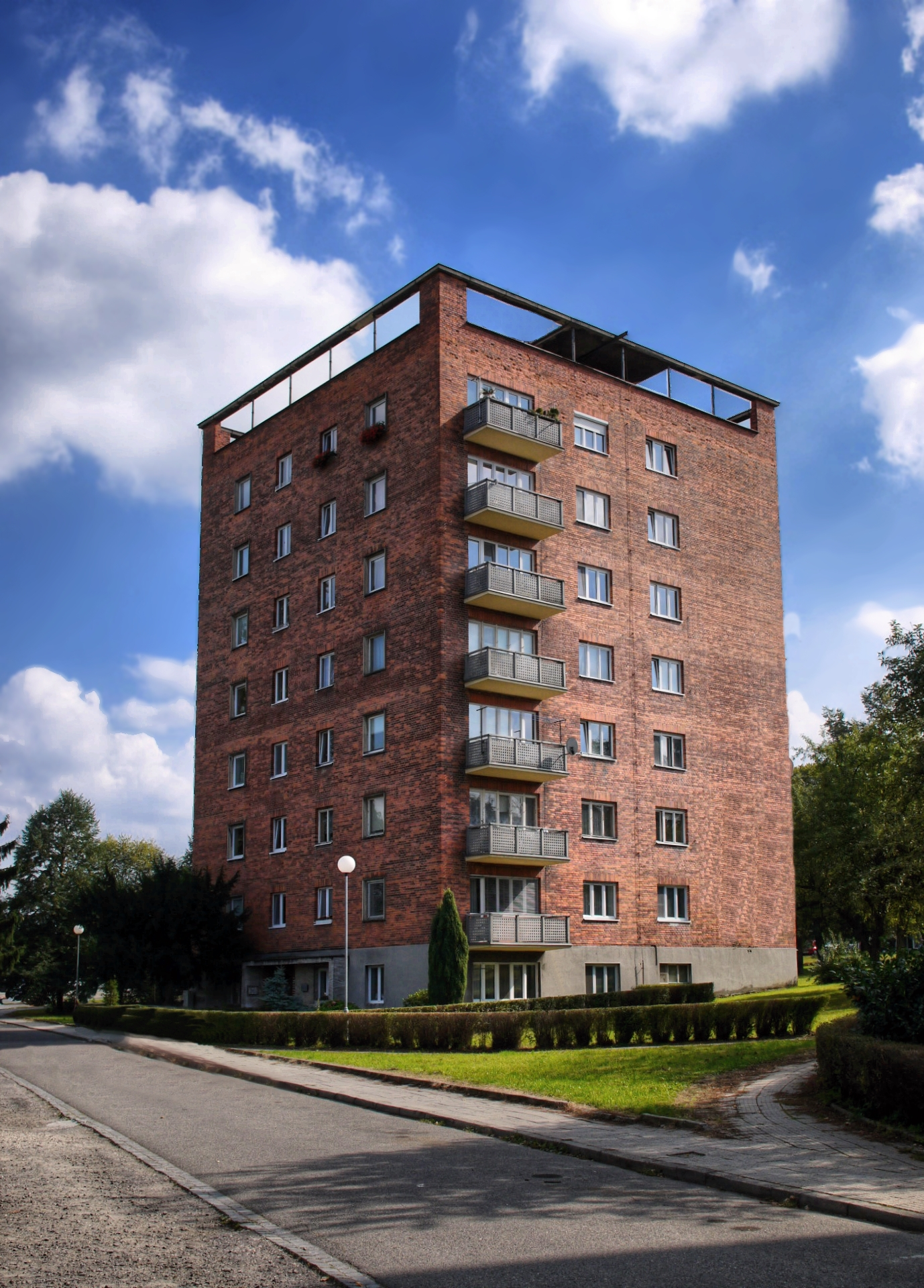
Věžový dům čp. 861 (r. 2012)

Československo podobně jako ostatní evropské země směřovalo po druhé světové válce v oblasti architektury k industrializaci, standardizaci a typizaci. V období centrálně řízeného dvouletého plánu hospodářské obnovy (tzv. dvouletky) v letech 1947–1948 se však obzvláště v místech se silnou tradicí urbanismu a architektury vracely ještě prvky funkcionalistické estetiky, do čehož zapadalo i pět osmipodlažních věžových domů Miroslava Drofy. Architekt u nich těžil ze své meziválečné zkušenosti s baťovským bydlením i veřejnými stavbami a současně využil dobovou inspiraci ve skandinávské architektuře.

### Umístění a konstrukční řešení
Věžové domy byly umístěny do nezastavěné plochy podél železniční tratě mezi čtvrtě dělnických domů Podvesná a Díly. Právě tuto oblast určil územní plán pro koncentrovanou výstavbu. Soubor objektů reaguje jejich lehkým natočením na mírně svažitý terén a tvoří urbanistické jádro oblasti. Velkorysé volné plochy mezi jednotlivými domy spolu s doplňující zelení a ovocnými stromy respektují někdejší baťovskou urbanistickou vizi města v zahradách, ačkoli přiměřeně transformovanou do většího měřítka.
Osmipodlažní domy o čtvercovém půdorysu využívají konstrukci nosných zdí z režného cihelného zdiva posazených na železobetonové pasy na betonových studnách s doplněním železobetonových stropů. Tato technologie byla tehdy poprvé použita na výšku 8 podlaží. Po obvodu domu obíhá břízolitový sokl. V čistě a jednotně uspořádané hladké fasádě jsou zasazena dvoudílná a trojdílná dvojitá okna s ventilační klapkou a bílým dřevěným rámem, kontrastující s barvou zdiva. Plastičnost dodávají předsazené perforované balkony z betonových prefabrikátů, k nimž náleží rozměrnější, takřka pásová okna obývacích pokojů. Průčelní severní fasáda je bez balkonů, zatímco protilehlá jižní fasáda má balkony na obou krajích a boční fasády vždy jednu řadu balkonů. Nejvyšší podlaží tvoří subtilně orámované střešní terasy.

### Dispozice a materiály
Dispozičně je všech pět domů totožných a obsahuje po 29 dvoupokojových bytech o plošné výměře 45 m2, resp. užitné ploše 68 m2. Využívají ústřední, přímo neosvětlené schodiště, které na každém patře obklopuje čtveřice shodných, zrcadlově obrácených bytových jednotek. Také jednotlivé byty mají své příslušenství koupelny s toaletou uvnitř dispozice směrem do středu domu, které je spolu s vestavěnou kuchyňskou linkou uměle odvětráváno. V přízemí se nacházel navíc jeden byt bez balkonu v sousedství sklepů a kočárkárny. Vstupy jsou prosklené a obložené travertinovými deskami, do zádveří architekt umístil vestavěné poštovní schránky v dřevěném obložení. Domy byly vybaveny také výtahy a shozy na odpad, které vedly do suterénu.
Drofa využíval v detailech promyšlených materiálových kontrastů mezi dominantní cihlou a betonem balkonových zídek a vnitřních schodišť, přízemí domů bylo obloženo umělým kamenem, v okenních špaletách na severní fasádě a u vstupu byl použit travertin, byty měly dřevěné podlahy.

## Další vývoj a stav
Věžové domy se dochovaly víceméně v původní podobě a jsou součástí městské památkové zóny Zlín. Nedošlo u nich k překrytí dodatečnými přístavbami ani vnějším zateplením. Dochovala se značná část původních oken, na jižní straně i s vnější dřevěnou žaluzií, stejně jako vnitřního vybavení, například poštovních schránek, schodišťového zábradlí nebo podlahového terazza. Betonové zídky balkonů byly v 90. letech 20. století nahrazeny nepatrně zvýšenými kopiemi.
Jako první byl v září 2001 prohlášen rozhodnutím Ministerstva kultury ČR za kulturní památku dům čp. 861 (nejvýchodněji stojící u křižovatky s ulicí Díly VI). Poté jej v červnu 2002 následovaly domy čp. 874 a 876.
U věžových domů byla zřízena stejnojmenná zastávka městské hromadné dopravy.